# 庵谷鷹志
庵谷“出美流漫” 鷹志（いおたに“でびるまん”たかし、1973年1月1日 - ）は、東京都杉並区出身の男性キックボクサー、総合格闘家。
伊原道場所属の選手として新日本キックボクシング協会の興行で活躍するも、目の怪我により1度引退している。
5年後にフリーとして復帰。
Existing Break主催兼所属。
「自分にとってKO以外は勝利ではない！」と公言しており、勝利は絶対にKO（22勝22KO）に拘ることで知られる。
デビュー3戦目より、判定勝ちをした時点で引退する事を公言している。
常にKOを狙う獰猛なファイトスタイルで会場人気が高い。
キックボクシングだけでなく、総合格闘技の経験もある。

## 来歴
最初はシュートボクシングシーザージムに所属。
同ジムの選手とのタイトルマッチを組まれてしまったのを機にJ-NETWORKへ移籍。シュートボクシングとの移籍トラブルに発展し、24歳から28歳までの約4年間、日本で試合ができなくなった。
2000年12月10日、新日本キックボクシング協会移籍初戦で米田克盛の弟・日本ランキング3位の頼信と対戦し、3ダウンを奪い1RTKO勝ちを収めた。
2001年3月31日、新日本キックボクシング協会・日本ウェルター級王座決定戦で、同級１位米田克盛と対戦し、0-3の判定負けで王座獲得はならなかった。
2001年10月28日、新日本キックボクシング協会で頼信と再戦し、TKO勝ちを収めた。
2002年1月27日、新日本キックボクシング協会で鷹山真吾(現・我龍真吾)と対戦し、0-3の判定負けを喫した（鷹山4.8kg計量オーバー）。
2002年10月20日、新日本キックボクシング協会でメッケンナー・ソーキングスターと対戦し、KO勝ちを収めた。
当初は鷹山真吾と再戦予定であったが、鷹山の当日8kg以上の体重超過、怪我と偽った負傷欠場により、試合当日に対戦相手が急遽変更となった。
2003年1月26日、新日本キックボクシング協会・日本ウェルター級王者北沢勝に挑戦し、パンチ連打によるKO負けを喫し王座獲得はならなかった。
2005年1月16日、キングダム・エルガイツ「入江祭り2005」で大櫃達也とキングダム特別ルール（総合格闘技パウンド有りルール）で対戦し、ドローとなった。
2009年9月13日、リングネームを「庵谷デビルマン鷹志」として、「新☆四角いジャングル 〜ミスター格闘技降臨!!〜」に5年ぶりに復帰出場。
相良正幸（拳月）にTKO負けを喫した。
2010年3月、キックボクシングイベント「KICK the ROOTS」を我龍真吾、Masaru、紅闘志也と共に旗揚げすることを発表。4月17日、旗揚げ興行に「庵谷“出美流漫”鷹志」として参戦。
SHOHEIから3ノックダウンを奪いTKO勝利を収めた。
2010年6月13日、KICK the ROOTSのWMF世界スーパーミドル級王座決定戦で再びSHOHEIと対戦。
2度のダウンを奪われた後に、カウント中SHOHEIがレフリーの制止を押しのけて反則攻撃。
庵谷が試合続行不可能となったためノーコンテストとなり、6月17日に行なわれた検証の結果「主催者預かり試合」として再戦が行われることが決定した。
2010年10月2日、「新☆四角いジャングル」でUKFキックボクシングインターナショナルスーパーミドル級王座決定戦として、バリー・ゲリン（USA）と対戦。
1R3ノックダウンを奪いTKO勝利、王者となった。
2010年12月23日、KICK the ROOTS 〜宇都宮キックボクシング2〜で6月に「主催者預かり試合」となっていたWMF世界スーパーミドル級王座決定戦でSHOHEIと対戦し、0-3の判定負け。
試合後のリング上で引退を表明した。
2012年7月7日、約2年ぶりにTRIBELATEライトヘビー級王座決定戦に挑むも、判定負け。
2012年11月10日、TRIBELATEスーパーミドル級王座決定戦に出場、1RTKOにより王座獲得。
2014年7月27日、約2年ぶりにDBSにて試合を行う。
しかし80キロ契約を1キロオーバーし、試合には勝つものの、自分が今まで相手選手に体重オーバーされてきた事に文句を言っていたけじめとして、1年間の出場停止を自らに課す。
2016年5月15日、昵懇のキック団体SKKBで、約2年振ぶりに再起。
前回オーバーした80キロ契約と同じ体重で、SKKBライトヘビー級王座決定戦、自分へのけじめとして、前回オーバーした1キロ分マイナスにして、計量をパス。
試合はパワー負けし、判定負けをする。
2017年7月9日、 自分本来の階級で有る、SKKBスーパーミドル級王座決定戦に出場。
KO勝ちし王座獲得。
2022年7月10日、KOでImpactキックボクシングヘビー級王座獲得。

## 戦績

### キックボクシング
| キックボクシング 戦績 | キックボクシング 戦績 | キックボクシング 戦績 | キックボクシング 戦績 | キックボクシング 戦績 | キックボクシング 戦績 | キックボクシング 戦績 |
| --------------------- | --------------------- | --------------------- | --------------------- | --------------------- | --------------------- | --------------------- |
| 40 試合               | (T)KO                 | 判定                  | その他                | 引き分け              | 無効試合              |                       |
| 22 勝                 | 22                    | 0                     | 0                     | 0                     | 1                     |                       |
| 18 敗                 | 10                    | 8                     | 0                     | 0                     | 1                     |                       |

| 勝敗 | 対戦相手                       | 試合結果                                                                          | 大会名 | 開催年月日     |
| ×    | 安藤優介                       | [1RTKO ]                                                                          | 堺市産業振興センター 85kg契約 | 2019年6月16日  |
| ○    | 三澤慎吾                       | [2RTKO SKKBスーパーミドル級王座獲得]                                              | 新木場ファーストリング SKKBスーパーミドル級王座決定戦                                                                                  | 2017年7月9日   |
| ×    | 杉ちゃん                       | 判定負け                                                                          | 新宿フェイス SKKBライトヘビー級王座決定戦                                                                                              | 2016年5月15日  |
| ○    | 岩本義弘                       | 2R TKO                                                                            | ドラゴンボクシングスタジアム 80kg契約                                                                                                  | 2014年7月27日  |
| ○    | 小林龍太                       | 1R TKO 【TRIBELATEスーパーミドル級王座獲得】                                      | TRIBELATE〜新宿フェイス 【TRIBELATEスーパーミドル級王座決定戦】                                                                        | 2012年11月10日 |
| ×    | バイソン守                     | 3R終了 判定0-3                                                                    | TRIBELATE〜新宿フェイス 【TRIBELATEライトヘビー級王座決定戦】                                                                          | 2012年7月7日   |
| ×    | SHOHEI                         | 5R終了 判定0-3                                                                    | KICK the ROOTS 〜宇都宮キックボクシング2〜 【WMF世界スーパーミドル級王座決定戦】                                                       | 2010年12月23日 |
| ○    | バリー・ゲリン                 | 1R TKO 〜もっともっと梶原一騎〜 【UKFインターナショナルスーパーミドル級王座獲得】 | 新☆四角いジャングル 〜ミスター格闘技降臨!!〜もっともっと梶原一騎〜 【UKFキックボクシングインターナショナルスーパーミドル級王座決定戦】 | 2010年10月2日  |
| －   | SHOHEI                         | 1R 1:40 主催者預かり試合                                                          | KICK the ROOTS 〜宇都宮キックボクシング〜 【WMF世界スーパーミドル級王座決定戦】                                                        | 2010年6月13日  |
| ○    | SHOHEI                         | 2R 2:03 TKO                                                                       | KICK the ROOTS 〜BUSTA〜 | 2010年4月17日  |
| ×    | 吉川英明                       | 2R 1:29 KO                                                                        | J-NETWORK「J-F-X 〜GET REAL in J-WORLD EX〜」                                                                                          | 2009年12月20日 |
| ×    | 相良正幸                       | 2R 1:16 KO                                                                        | 新☆四角いジャングル 〜ミスター格闘技降臨!!〜                                                                                           | 2009年9月13日  |
| ○    | チャイチャナ・ウィンディージム | 1R TKO                                                                            | タイ国 ラジャダムナン・スタジアム | 2005年9月25日  |
| ×    | 阿佐美義文                     | 3R 2:03 KO（左フック）                                                            | 新日本キックボクシング協会「KICK GENERATION in DIFFER II」                                                                             | 2004年2月29日  |
| ×    | 北沢勝                         | 3R 2:24 KO（パンチ連打）                                                          | 新日本キックボクシング協会「DOWN BY LOW」 【日本ウェルター級タイトルマッチ】                                                           | 2003年1月26日  |
| ○    | ヨハンセン・ペーター           | 1R KO                                                                             | タイ国 王宮前広場 | 2002年12月5日  |
| ○    | ローバート・ペットパヤタイ     | 1R KO                                                                             | タイ国 ラジャダムナン・スタジアム | 2002年11月27日 |
| ○    | メッケンナー・ソーキングスター | 1R 2:15 KO                                                                        | 新日本キックボクシング協会「ROAD TO MUAY-THAI 2002」                                                                                   | 2002年10月20日 |
| ○    | 清水政和                       | 3R 2:14 KO（パンチ連打）                                                          | 新日本キックボクシング協会「BREAK A WAY! 〜開拓〜」                                                                                    | 2002年7月27日  |
| ×    | 鷹山真吾                       | 5R終了 判定0-3                                                                    | 新日本キックボクシング協会「STRIKE BACK! 〜逆襲〜」                                                                                    | 2002年1月27日  |
| ○    | 頼信                           | 2R 2:34 TKO                                                                       | 新日本キックボクシング協会「ROAD TO MUAY THAI 2001」                                                                                   | 2001年10月28日 |
| ×    | 北沢勝                         | 5R 0:59 KO                                                                        | 新日本キックボクシング協会「EXTREME MISSION」                                                                                          | 2001年7月28日  |
| ×    | 米田克盛                       | 5R終了 判定0-3                                                                    | 新日本キックボクシング協会「REAL CHAMPION APPEARANC」 【日本ウェルター級王座決定戦】                                                   | 2001年3月31日  |
| ×    | ガオグライ・ゲーンノラシン     | 5R終了 判定0-3                                                                    | タイ国 ラジャダムナン・スタジアム | 2001年2月1日   |
| ○    | 頼信                           | 1R 0:57 KO（3ダウン）                                                             | 新日本キックボクシング協会「DAIKANYAMA FIGHT VOL.2」                                                                                   | 2000年12月10日 |
| ○    | ヌアファー・シンチャイヤイ     | 2R TKO                                                                            | タイ国 ラジャダムナン・スタジアム | 2000年3月26日  |
| ○    | ルラティー                     | 4R KO                                                                             | BBTVスタジアム | 1998年1月23日  |
| ×    | ムラッド・サリ                 | 1R TKO                                                                            | 67Kg世界最強決定トーナメント フランス ベルーシー体育館                                                                                 | 1997年4月20日  |
| ○    | ホセイン・キャリミ             | 2R 0:45 KO                                                                        | 富士急ハイランド特設リング | 1997年3月23日  |
| ×    | 井出本高司                     | 3R TKO                                                                            | 後楽園ホール | 1996年3月16日  |
| ○    | 犬塚聖太郎                     | 1R 2:48 TKO                                                                       | 横浜文化体育館 | 1996年1月27日  |
| ○    | ソンタヤ・ケイサッチャ         | 2R 0:23 TKO                                                                       | 後楽園ホール | 1995年10月27日 |
| ○    | 滝口隼人                       | 1R 1:50 TKO                                                                       | 後楽園ホール | 1995年5月7日   |
| ○    | 中谷慎吾                       | 1R 2:23 TKO                                                                       | 後楽園ホール | 1994年11月22日 |

### 総合格闘技
| 総合格闘技 戦績 | 総合格闘技 戦績 | 総合格闘技 戦績 | 総合格闘技 戦績 | 総合格闘技 戦績 | 総合格闘技 戦績 | 総合格闘技 戦績 |
| --------------- | --------------- | --------------- | --------------- | --------------- | --------------- | --------------- |
| 2 試合          | (T)KO           | 一本            | 判定            | その他          | 引き分け        | 無効試合        |
| 1 勝            | 1               | 0               | 0               | 0               | 0               | 0               |
| 1 敗            | 0               | 1               | 0               | 0               | 0               | 0               |

| 勝敗 | 対戦相手               | 試合結果                 | 大会名                                                             | 開催年月日     |
| ×    | ジョン・バチスタ・吉村 | 1R 2:07 フロントチョーク | DEEP 17th IMPACT 【フューチャーキングトーナメント -76kg級 準決勝】 | 2004年12月18日 |
| ○    | 板垣雄吾               | 1R 4:04 KO（右フック）   | DEEP 17th IMPACT 【フューチャーキングトーナメント -76kg級 1回戦】  | 2004年12月18日 |

## 獲得タイトル
- UKFキックボクシングInternational

スーパーミドル級王座
- TRIBELATEキックボクシング

スーパーミドル級王座
- SKKBスーパーミドル級王座

- IMPACTキックボクシング

ヘビー級王座

## エピソード
- ヒップホップやミクスチャーが好き[要出典]。
- 格闘技界1のネットオタクと言われた事が有る[要出典]。
- 2005年10月、レストランの隣のテーブルで仕事をいかに上手く休むかの相談をしていた他の客に「死ねば良いのに」と声を掛けたことを、その客を撮影した写真とともに自身のブログで公開した。これを匿名で注意した相手に対し「人に意見をするなら、私は自分の名前を出してホームページをやっているのだから、先ずは自分も名乗るのが筋だろう」と反論したことが2ちゃんねるで取り上げられ、ブログは炎上し、大量の2ちやんねら〜から、謝れとの声が上がったが、「関係の無い誰だか解らない奴には、首の骨が折れるまで頭を下げる事は無い」として最後まで謝罪しなかった[要出典]。